# Georg Wünsch
Pour les articles homonymes, voir Wunsch.
Georg Wünsch (Augsbourg, 1887 ― Cassel, 1964) est un théologien évangélique et dirigeant ecclésiastique allemand.

## Biographie
Après des études de théologie à Erlangen, et avoir soutenu en 1919 une thèse de doctorat consacrée au Sermon sur la montagne chez Martin Luther, Georg Wünsch s’établit à Meßkirch, où il exerça, entre 1916 et 1922, d’abord la fonction de vicaire, puis de pasteur. Passé son agrégation en 1922, il devint en 1927 professeur extraordinaire, et à partir de 1932 professeur ordinaire de théologie systématique et d’éthique sociale.
Dans la procédure de dénazification qu’engagea contre Wünsch l’administration militaire américaine, celle-ci ne jugea point recevables les explications données par lui concernant son œuvre et le suspendit de son professorat de 1945 à 1950.
Après la guerre, il fut pendant plusieurs années président de l’Association pour un libre christianisme (Bund für Freies Christentum).
Les témoignages de ceux qui l’ont côtoyé le décrivent comme « un grand enseignant et un ami paternel de ses étudiants ».

## Publications
- Die Bergpredigt bei Luther: Eine Studie zum Verhältnis von Christentum und Welt, Tübingen, Mohr, 1920.
- Evangelische Wirtschaftsethik, Tübingen, Mohr, 1927.
- Christliche Sittlichkeit und sozialistische Wirtschaft: Vortrag auf dem 4. Kongreß der religiösen Sozialisten in Mannheim, Karlsruhe, 1928.
- Evangelische Ethik des Politischen, Tübingen, Mohr, 1936.
- Luther und die Gegenwart, Evang. Verlagswerk, Stuttgart., 1961.
- Zwischen allen Fronten: Der Marxismus in soziologischer und christlicher Kritik, Herbert Reich - Evangelischer Verlag GmbH, Hambourg, 1962.